# Авів Барзелай
Авів Барзелай (28 травня 2002) — ізраїльська плавчиня.
Учасниця Олімпійських Ігор 2020 року, де в півфіналах на дистанції 200 метрів на спині посіла 15-те місце і не потрапила до фіналу.